# Muistathan
"Muistathan" (tradução portuguesa: "Lembras-te?") foi a canção que representou a Finlândia no  Festival Eurovisão da Canção 1972, interpretada em finlandês por Päivi Paunu e Kim Floor. Foi a décima canção a ser interpretada na noite do evento ( a seguir à canção maltesa "L-Imħabba", interpretada pelo duo 
Helen & Joseph e antes da canção austríaca  "Falter im Wind", interpretada pela banda Milestones. No final, a canção finlandesa recebeu 78 pontos, classificando-se num modesto 12.º lugar. 

## Autores
- Música: Juha Flinck e Nacke Johansson
- Letrista: Juha Flinck
- Orquestrador: Ossi Runne

## Letra
A canção é um dueto de amor, com os cantores lembrando-se do seu primeiro encontro e como eles se sentiram. 